# Dicerorhinus hemitoechus
Espèce
Dicerorhinus hemitoechus, le Rhinocéros de prairie  ou Rhinocéros des steppes, est une espèce de rhinocéros éteinte. Elle appartient au genre Dicerorhinus, dont ne subsiste plus actuellement que le Rhinocéros de Sumatra, en grave danger d'extinction.

## Aire géographique
Ses fossiles ont été trouvés en Allemagne, Grande-Bretagne, Italie, France, Espagne, au Maroc et en Syrie.
Le Rhinocéros de prairie était présent dans toute la France continentale jusqu'au Paléolithique supérieur. Lors des périodes de refroidissement, il migrait vers le sud. On le trouvait aussi au Maroc durant le Pléistocène supérieur.
On a trouvé des ossements fossiles et/ou des représentations pariétales ou sur bloc gravé dans les Alpes-Maritimes, le Vaucluse, en Seine-Maritime et en Charente, dans la grotte de Montgaudier. Il est représenté dans la scène du puits de la grotte de Lascaux.
Cette espèce a été reléguée dans quelques refuges de la péninsule Ibérique et du Maroc il y a quelque 30 000 ans, où elle s'est éteinte peu après. Elle était chassée à l'occasion par l'Homme de Néandertal.

## Habitat
Le Rhinocéros des steppes habitait dans des écosystèmes boisés où l'eau était abondante, et se nourrissait d'herbes, comme le fait aujourd'hui en Afrique le Rhinocéros blanc. Il partageait son habitat avec le Rhinocéros de Merck.